# Sender Witzhelden
Der Sender Witzhelden  war ein Grundnetzsender (Sender Düsseldorf) für Fernsehen der Deutschen Funkturm. Er befand sich nordwestlich der Ortschaft Witzhelden. Als Antennenträger kam ein 202,5 Meter hoher abgespannter Stahlrohrmast mit 1,80 Meter Durchmesser zum Einsatz.

## Geschichte
Der Baubeginn des Sendemastes war der 4. April 1960; das Richtfest wurde am 22. Dezember 1960 gefeiert.  Er wurde von Hein, Lehmann und Co. (Düsseldorf), damals zur Stumm-Gruppe gehörend, gebaut. Am 1. Juni 1961 begann man mit den Ausstrahlungen des damaligen zweiten Programms ARD 2 (ab 1. April 1963: ZDF), am 25. Oktober 1963 kam das regionale Programm des Westdeutschen Rundfunks dazu. Mit der Einführung des Privatfernsehens wurde ab April 1989 RTL Television und ab Januar 1993 auch VOX ausgestrahlt, bis alle analogen Fernsehsender von diesem Standort 2005 abgeschaltet wurden.
Am 7. April 2006 wurde der 1981 auf den Mast aufgesetzte 16 Meter hohe GfK-Zylinder mit den analogen Fernsehantennen mithilfe eines russischen Transporthubschraubers abgebaut. Dadurch verringerte sich die Höhe des Mastes von 220 auf 202,5 Meter.
Im Jahr 2007 versuchte die Deutsche Funkturm den Mast zu verkaufen, scheiterte jedoch. Ein Jahr später wurde der Mast saniert.
Seit der Verlagerung der DAB-Ausstrahlungen auf den Rheinturm war der Sender Witzhelden stillgelegt und wurde am 7. November 2017 um 13:32 Uhr (MEZ) niedergelegt.

## Ehemalige Nutzung

### Digitaler Hörfunk (DAB)
Vom 12. Dezember 2001 bis zum im Oktober 2012 erfolgten Kanalwechsel auf DAB-Kanal 11D und dem damit verbundenen Standortwechsel zum Senderstandort Düsseldorf (Rheinturm) wurde vom Sender Witzhelden auch das DAB-Bouquet des WDR auf dem Kanal 12D mit einer Leistung von 1 Kilowatt ausgestrahlt.

### Analoges Fernsehen (PAL)
Bis zur Umstellung auf DVB-T im Jahr 2005 versorgte der Sender Witzhelden die Kölner Bucht mit folgenden analogen Fernsehprogrammen:
| Kanal | Frequenz (MHz) | Programm                   | ERP (kW) | Sendediagramm rund (ND)/ gerichtet (D) | Polarisation horizontal (H)/ vertikal (V) |
| ----- | -------------- | -------------------------- | -------- | -------------------------------------- | ----------------------------------------- |
| 29    | 487,25         | ZDF                        | 500      | ND                                     | H                                         |
| 36    | 591,25         | RTL Television (West)      | 20       | D                                      | H                                         |
| 39    | 615,25         | VOX                        | 100      | D                                      | H                                         |
| 41    | 631,25         | WDR Fernsehen (Düsseldorf) | 25       | D                                      | H                                         |
| 55    | 743,25         | WDR Fernsehen (Köln)       | 450      | ND                                     | H                                         |